# Padmapur
Padmapur är en ort i Indien.   Den ligger i distriktet Bargarh och delstaten Odisha, i den centrala delen av landet, 1 000 km sydost om huvudstaden New Delhi. Padmapur ligger 202 meter över havet och antalet invånare är 15 438.
Terrängen runt Padmapur är huvudsakligen platt, men åt sydväst är den kuperad. Runt Padmapur är det ganska tätbefolkat, med 222 invånare per kvadratkilometer. Närmaste större samhälle är Padampur, 0,36 km väster om Padmapur. Trakten runt Padmapur består till största delen av jordbruksmark.